# Colonia Pinar de Santa Cecilia
Colonia Pinar de Santa Cecilia är en ort i Mexiko, tillhörande kommunen Tepetlaoxtoc i delstaten Mexiko. Colonia Pinar de Santa Cecilia ligger i den centrala delen av landet och tillhör Mexico Citys storstadsområde. Orten hade 153 invånare vid folkmätningen 2010.